# Bistum Papantla
Das Bistum Papantla (lat.: Dioecesis Papantlensis, span.: Diócesis de Papantla) ist eine in Mexiko gelegene römisch-katholische Diözese mit Sitz in Papantla.
Größte Stadt im Bistumsgebiet ist Poza Rica.

## Geschichte
Das Bistum Papantla wurde am 24. November 1922 durch Papst Pius XI. mit der Apostolischen Konstitution Orbis catholici aus Gebietsabtretungen der Bistümer Ciudad Victoria-Tamaulipas und Veracruz-Jalapa errichtet. Am 9. Juni 1962 gab das Bistum Papantla Teile seines Territoriums zur Gründung des mit der Apostolischen Konstitution Non latet errichteten Bistums Tuxpan ab.
Das Bistum Papantla ist dem Erzbistum Jalapa als Suffraganbistum unterstellt.

## Bischöfe von Papantla
- Nicolás Corona y Corona, 1922–1950
- Luis Cabrera Cruz, 1950–1958, dann Bischof von San Luís Potosí
- Alfonso Sánchez Tinoco, 1959–1970
- Sergio Obeso Rivera, 1971–1974, dann Koadjutorerzbischof von Jalapa
- Genaro Alamilla Arteaga, 1974–1980
- Lorenzo Cárdenas Aregullín, 1980–2012
- Jorge Carlos Patrón Wong, 2012–2013, dann Sekretär für die Priesterseminare der Kongregation für den Klerus
- José Trinidad Zapata Ortiz, seit 2014